# Žandov
Žandov (en allemand : Sandau) est une ville du district de Česká Lípa, dans la région de Liberec, en République tchèque. Sa population s'élevait à 1 922 habitants en 2025.

## Géographie
Žandov est arrosée par  la Ploučnice, un affluent de l'Elbe, et se trouve à 11 km au nord-ouest de Česká Lípa, à 15 km au sud-est de Děčín, à 47 km à l'ouest de Liberec et à 72 km au nord de Prague.
La commune est limitée par Velká Bukovina et Volfartice au nord, par Stružnice, Horní Police et Stvolínky à l'est, par Kravaře et Úštěk au sud, et par Verneřice, Merboltice et Starý Šachov à l'ouest.

## Histoire
La première mention écrite de la localité date de 1273.

## Administration
La commune se compose de sept sections :
- Dolní Police
- Heřmanice
- Novosedlo
- Radeč
- Valteřice
- Velká Javorská
- Žandov

## Galerie

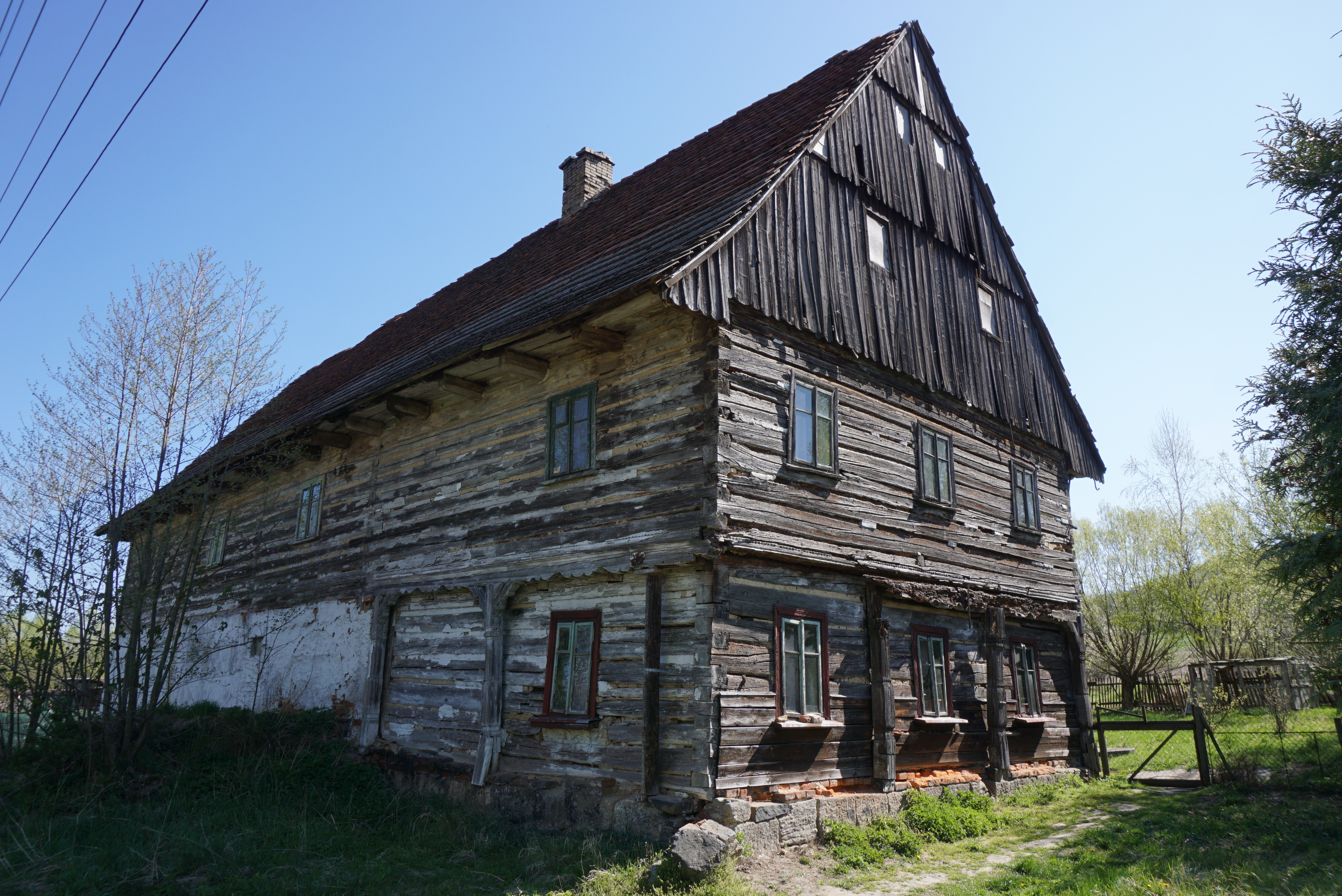
Architecture traditionnelle.
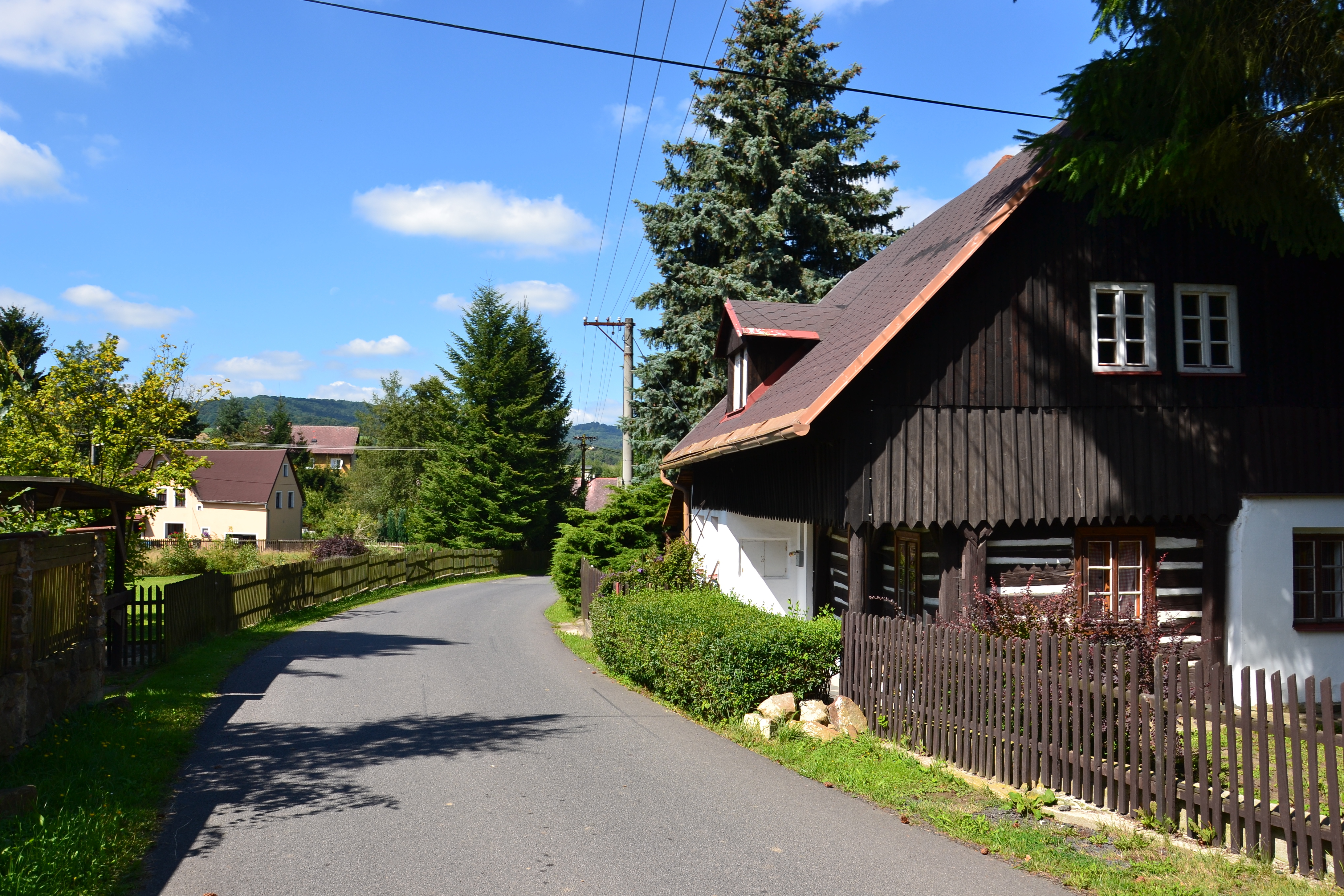
Valteřice.

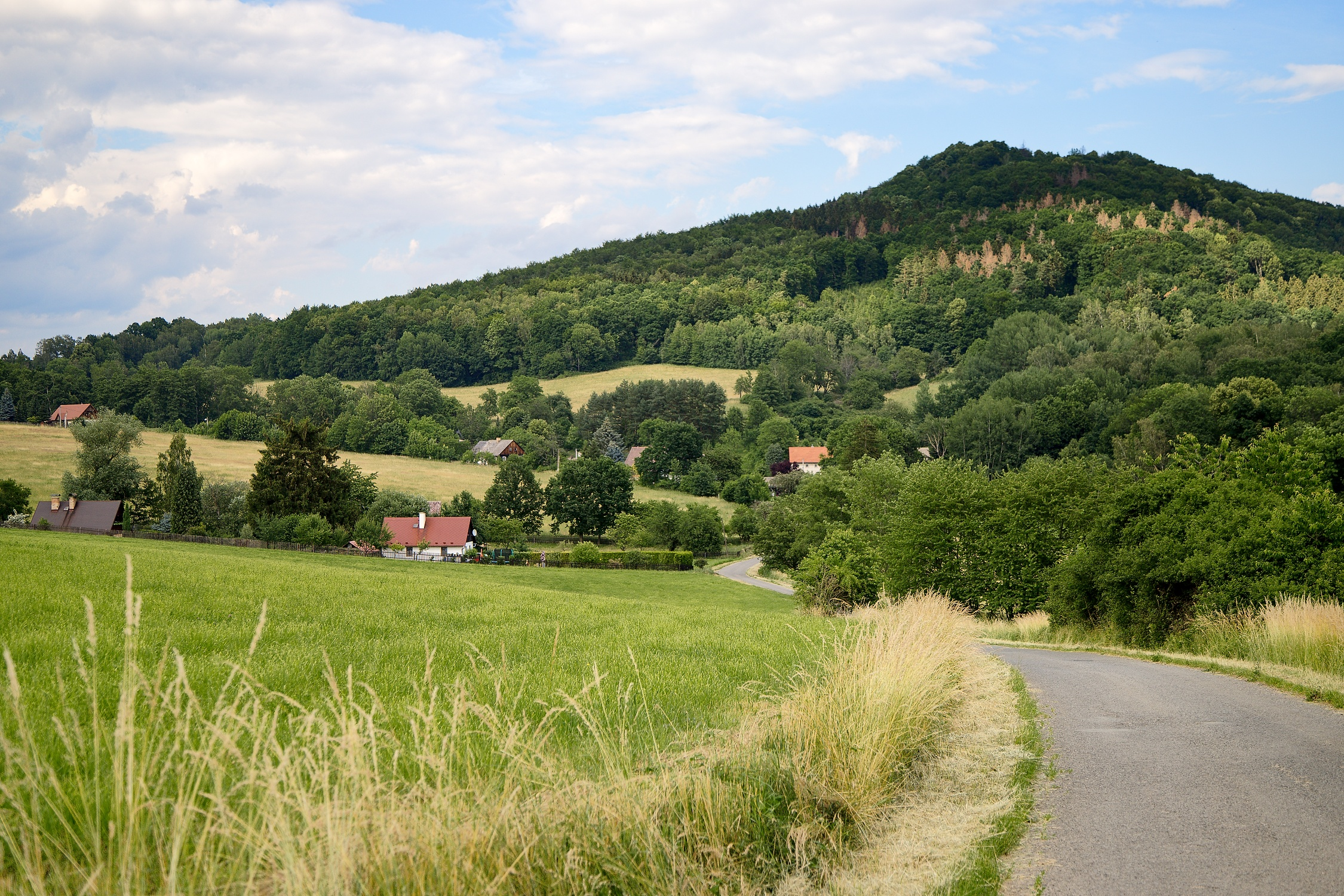
Radečský vrch (503 m) .
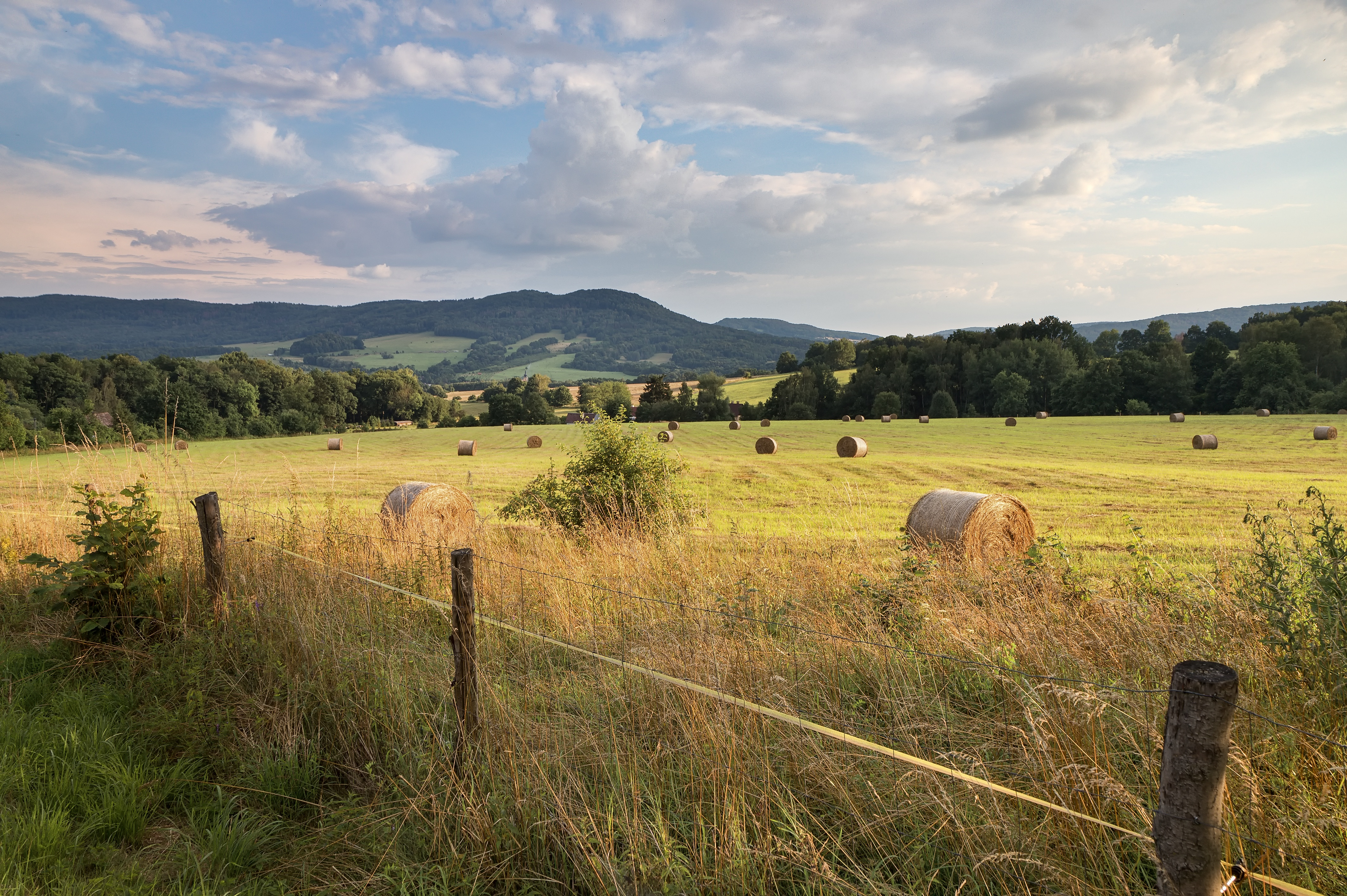
Paysage au sud de Radeč.

## Transports
Par la route, Žandov se trouve à 10 km de Benešov nad Ploučnicí, à 12 km de Česká Lípa, à 59 km de Liberec et à 99 km de Prague.

## Personnalités liées à la ville
- Hubert Faensen (1928-2019), historien de l'art et directeur de publication.